# 扎布里德 (伊賈斯拉夫區)
50°1′42″N 26°50′21″E / 50.02833°N 26.83917°E
扎布里德（烏克蘭語：Забрід），是烏克蘭西部的村莊，隸屬赫梅利尼茨基州的舍佩蒂夫卡區。該村面積0.24平方公里，海拔高度256米，2001年人口11，人口密度每平方公里46.6人。